# Rock’n’Roll Ruby
Rock’n’Roll Ruby ist ein Rockabilly-Song, der von Johnny Cash geschrieben wurde und in seiner bekanntesten Version von Rockabilly-Musiker Warren Smith stammt.

## Geschichte

### Aufnahme von Smith
Im Februar 1956 trafen sich Warren Smith, Johnny Cash und Sam Phillips, Eigentümer von Sun Records in Memphis, Tennessee im Cotton Club. Smith spielte zur damaligen Zeit in der Countryband Snearly Ranch Boys, die Sam Phillips die Country-Ballade I’d Rather Be Safe Than Sorry vorspielte. Phillips wünschte sich mehr Songmaterial von der Gruppe. Johnny Cash, ebenfalls bei Sun unter Vertrag, hatte inzwischen den Titel Rock’n’Roll Ruby geschrieben, den er bereits 1955 im Studio des Radiosenders KWEM in West Memphis, Arkansas als Demonstrationsband aufgenommen hatte. Cash gab Smith das Band, damit er sich den Song anhören konnte.
Am 5. Februar 1956 kehrten Smith und die Snearly Ranch Boys in das Sun Studio zurück, um ihre erste Session aufzunehmen. Ebenfalls anwesend waren Sam Phillips und Johnny Cash, der Unterstützung bei der Umsetzung von Rock’n’Roll Ruby leistete. Nach einigen Versuchen war das Masterband mit der Besetzung Warren Smith (Gesang/Gitarre), Buddy Holobaugh (Gitarre), Smokey Joe Baugh (Klavier), Jan Ledbetter (Bass) und Johnny Bernero (Schlagzeug) aufgenommen.

### Erfolg der Single

Warren Smith - Rock’n Roll Ruby

Phillips ließ seine Produktion Rock’n’Roll Ruby zusammen mit I’d Rather Be Safe Then Sorry am 25. März 1956 veröffentlichen (Sun #239). Billboard schrieb in seiner Ausgabe: „another Sun candidate for rock ’n’ roll - country and western stardom“ und fügte hinzu: „Smith sells Rock ’n’ Ruby with sock showmanship and a strong, driving beat.“ Am 26. Mai 1956 stellte die Single sich an die Spitze der Memphis-Charts und stürmte auch die Charts in Charlotte. Obwohl Billboard prognostizierte, dass der Song bald die nationalen Musikcharts erreichen würde, blieb der nationale Erfolg aus. Mit 68.000 verkauften Exemplaren verhalf Rock’n’Roll Ruby Warren Smith zu einem aussichtsreichen Start.

### Alternative Entstehungstheorie
Warren Smith sagte später in einem Interview, dass Rock’n’Roll Ruby eigentlich von George Jones geschrieben wurde und Johnny Cash ihm den Song für 40 Dollar abkaufte. Aufgrund Cashs Tournee durch die Südstaaten Ende 1955 wäre dies bei gelegentlichen gemeinsamen Auftritten möglich gewesen, jedoch stellt sich die Frage, warum Cash dann selbst bei der Aufnahme des Songs anwesend war. Sofern er den Song Jones nur abkaufte, hätte er wohl kaum genaue Vorstellungen von der musikalischen Umsetzung gehabt.

## Coverversionen

### 1950er-Jahre
Bereits im Erscheinungsjahr der Warren Smith-Single wurde das Stück mehrmals gecovert. Am 26. Mai erschien bei RCA Victor Dave Burtons Version, eine Woche vorher veröffentlichte Decca Records Johnny Carrolls Debütsingle; auf der A-Seite befand sich Rock’n’Roll Ruby. Ebenfalls im Mai spielte Buddy Merrill bei Coral Records eine Version ein. Während der 1950er-Jahre nahmen viele weitere Interpreten den Titel auf. Johnny Cash selber spielte den Song nur sehr selten. Liveaufnahmen aus seinen frühen Jahren existieren nicht oder sind zumindest nicht bekannt. 1981 spielte Cash den Song auf der „Rockabilly Reunion“ in den Niederlanden.

### Weitere Cover
Im Laufe der Jahre wurde Rock’n’Roll Ruby zu einem Standard in der Rockabilly-Szene. Es gibt Coverversionen von Jerry Lee Lewis (September 1957), Sonny Burgess (1964), Mark Knopfler zusammen mit Sun-Künstlern wie Scotty Moore und W.S. Holland, Sleepy LaBeef, Art Adams, Brian Setzer, Charlie Feathers und weiteren. 2005 wurde der Titel ebenfalls in dem Cash-Biopic Walk the Line von Cash-Darsteller Joaquin Phoenix gespielt. Als Hintergrundmusiker fungierten Dan John Miller an der Gitarre (als Luther Perkins), Larry Bagby am Bass (als Marshall Grant) und Clay Steakley am Schlagzeug (als W.S. Holland). Diese Version ist auch auf dem gleichnamigen Soundtrack zu finden. Warren Smith nahm den Song im Zuge des Rockabilly-Revivals Ende der 1970er-Jahre erneut auf und veröffentlichte ihn auf einem Album.